# Regia Aeronautica
Cet article court présente un sujet plus développé dans : Aeronautica Militare.

Insigne de la Regia Aeronautica sur les queues de ses avions.

La Regia Aeronautica était le nom de l'armée de l'air du royaume d'Italie de sa scission de l'armée de terre en 1923 à la chute de la monarchie en 1946. Le nom de l'armée de l'air change par la suite en « Aeronautica Militare ».
Les unités envoyés combattre lors de l'intervention militaire italienne en Espagne entre 1936 et 1939 sont regroupés dans la Aviazione Legionaria.